# Помпејана
Помпејана (итал. Pompeiana) је насеље у Италији у округу Империја, региону Лигурија.
Према процени из 2011. у насељу је живело 775 становника. Насеље се налази на надморској висини од 172 м.

## Становништво
Према резултатима пописа становништва 2011. у општини је живело 809 становника.
| 1931. | 1936. | 1951. | 1961. | 1971. | 1981. | 1991. | 2001. | 2011. |
| ----- | ----- | ----- | ----- | ----- | ----- | ----- | ----- | ----- |
| 561   | 585   | 528   | 654   | 604   | 614   | 729   | 831   | 809   |